# Biológus
A biológus az élő természettudományi képzési ághoz tartozó biológia nevű tudományt, ami az élőlények eredetének, leszármazási kapcsolatainak, testfelépítésének, működésének és a környezettel való kapcsolatának megismerésével foglalkozik hivatásszerűen művelő ember. A biológusok egy része az oktatásban, másik része pedig az élettani kutatásokban vesz részt.

## A biológiai képzés ágai

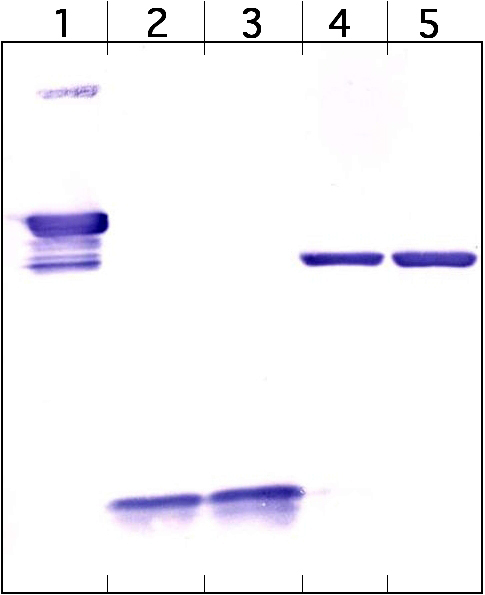
Western blot analízis

A biológusi képzés során a hagyományos képzési rendszerben hét hagyományos szakot tanulhattak a diákok (1994-től 2010-ig):
- alkalmazott növénybiológus
- alkalmazott zoológus (az Állatorvostudományi egyetemen)
- biofizikus
- biológus
- biológus laboratóriumi operátor
- biológiatanár
- molekuláris biológus

Az új képzési rendszerben (bolognai rendszer)hazánkban a következő szakirányokat lehet választani a mesterképzés keretein belül:
- Biológia tanár(kétszakos tanári szakirányokkal, általános vagy középiskolai tanári iránnyal)
- Hidrobiológus (a Pécsi Tudományegyetem Természettudományi karán)
- Idegtudomány és humánbiológus
- Molekuláris Biológus (a Debreceni Egyetem Általános Orvostudományi karán)
- Molekuláris, immun- és mikrobiológus
- Molekuláris genetika, sejt- és fejlődésbiológus
- Növénybiológus
- Ökológia, evolúció- és konzervációbiológus

Külföldön tanulható mesterképzések:
- Orvosi biológus (Babeș-Boyai Tudományegyetem Biológia és Geológia karon, Románia)
- Tengerbiológus (Brémai Egyetem,Németország)

## A biológusi végzettség ismérvei

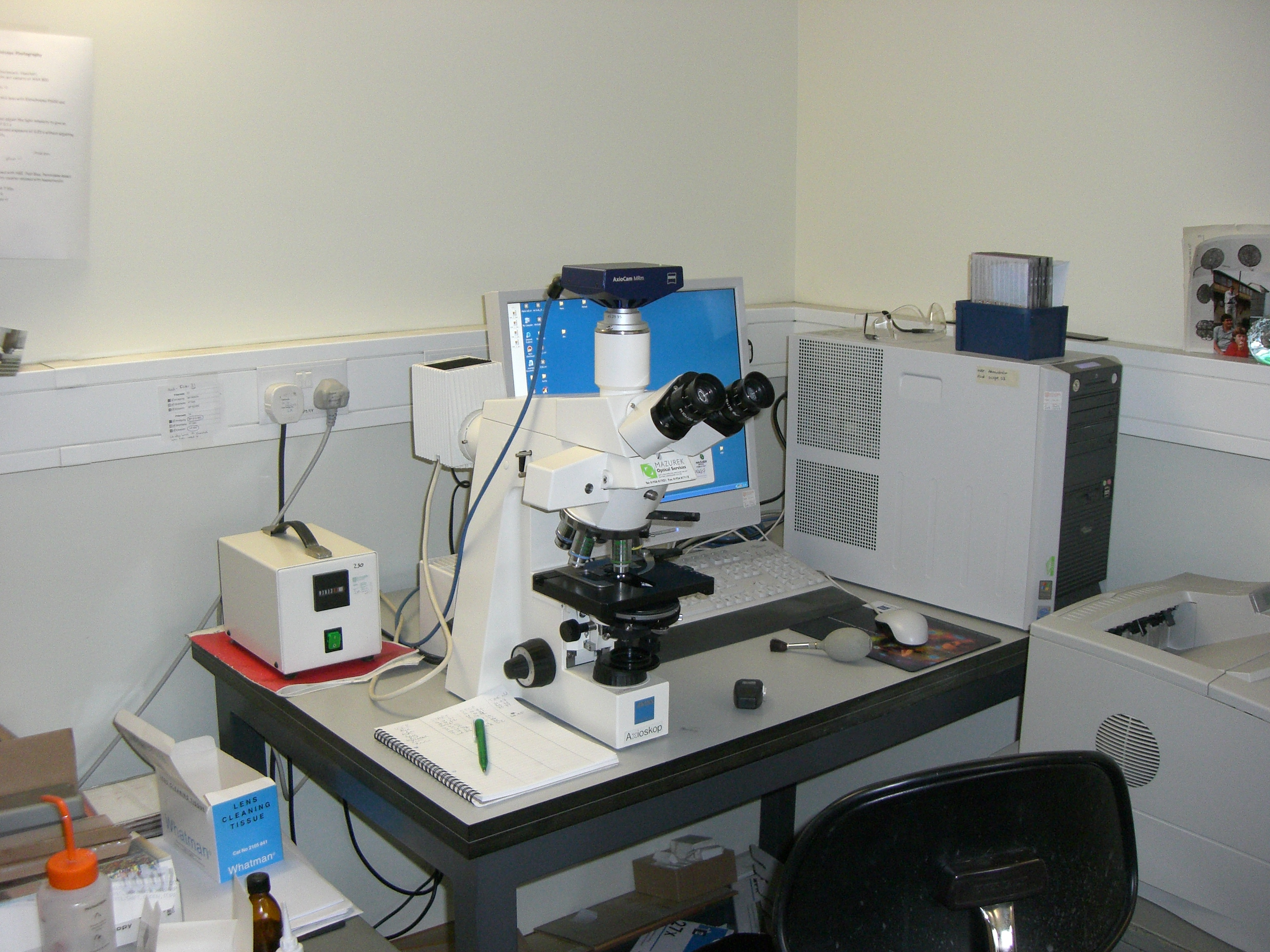
A biológusok fő munkaterülete - a mikroszkóp

A biológusi végzettség egyetemi szintű képzéshez kötött. A biológusoknak képzésük végére szakembereknek megfelelő ismerettel kell, hogy rendelkezzenek a természettudományi, matematikai, kémiai, biológiai, illetve informatikai területen, és ezzel képesek legyenek a biológia legfontosabb összefüggéseinek elemzésére, új biológiai ismeretek szerzésére.
A képzés során megtanulják a biológia legfontosabb összefüggéseinek elemzését, az alapelvek gyakorlati alkalmazását. Elsajátítják a biológiai kutatás legalapvetőbb módszereit. Képessé válnak laboratóriumi technikák, műszerek használatára, számítógépes adatfeldolgozásra. Akik kutatói irányba haladnak tovább önálló biológiai tudományos problémák felvetésére is elnyerik a tudást.
A biológussá válás törvényi feltételeit a 15/2006. (IV. 3.) OM rendelet XII. része tartalmazza. Ez alapján alapszinten a biológusnak az alábbi képességekkel rendelkezniükː

DNS replikáció

Az alapfokozat birtokában a biológusok képesek:
- a biológia legfontosabb összefüggéseinek az elemzésére, az alapelvek gyakorlati alkalmazására;
- a kutatás legalapvetőbb módszereinek az alkalmazására;
- laboratóriumi és terepi feladatok megoldására, laboratóriumi technikák, műszerek használatára, számítógépes adatfeldolgozás alkalmazására;
- a kutatói modult elvégzők önálló biológiai tudományos probléma felvetésére, egyszerűbb kísérleti megoldások tervezésére, kivitelezésére és értékelésére.

Az alapfokozat birtokában a biológusok alkalmasak:
- laboratóriumi és terepi műveletek elvégzésére;
- kísérletek tervezésére, kivitelezésére és alkalmazására.

Az alapszakon végzettek rendelkeznek együttműködő, kapcsolatteremtő képességgel, kommunikációs készséggel, idegennyelv-tudással, minőség iránti igénnyel, felelősségtudattal.
A mesterképzési szakon végzettek alkalmasak:
- a biológia hatókörébe tartozó új problémák, új jelenségek feldolgozására,
- a biológiai és kémiai technológiai rendszerek biztonságos, környezettudatos működtetésére, fejlesztésére,
- a szakterülettel kapcsolatos szolgáltatások nyújtására, kereskedelmi feladatok ellátására, ezek kidolgozására,
- biológiai és biotechnológiai laboratóriumi és félüzemi, valamint terepi feladatok elvégzésére,
- új kísérleti metodikák elsajátítására és fejlesztésére,
- számítógépes elemzés elvégzésére,
- problémamegoldó technikák alkalmazására.

## Biológusi oktatás Magyarországon
Magyarországon biológus képzés folyik a Debreceni Egyetemen, az Eötvös Loránd Tudományegyetemen, a Pécsi Tudományegyetemen, a Szegedi Tudományegyetemen, illetve a Nyíregyházi Egyetemen és az egri Eszterházy Károly Katolikus Egyetemen.  